# Myennis nebulosa
Myennis nebulosa är en tvåvingeart som beskrevs av Nina Krivosheina 1997. Myennis nebulosa ingår i släktet Myennis och familjen fläckflugor. Inga underarter finns listade i Catalogue of Life.